# 韋德雷塔內拉峰
46°13′52″N 10°40′42″E / 46.23118°N 10.67831°E
韋德雷塔內拉峰（義大利語：Cima Vedretta Nera），是意大利的山峰，位於該國北部，由特倫蒂諾-上阿迪傑大區負責管轄，屬於阿達梅洛-普雷薩內拉阿爾卑斯山脈的一部分，海拔高度3,185米，每年平均降雨量1,357毫米。